# Aire d'attraction de Salazie
L'aire d'attraction de Salazie située sur l'île de La Réunion, est un zonage d'étude défini par l'Insee pour caractériser l'influence de la commune de Salazie sur les communes environnantes.

## Définition
L'aire d'attraction d'une ville est composée d'un pôle, défini à partir de critères de population et d'emploi ainsi que d'une couronne constituée des communes dont au moins 15 % des actifs travaillent dans le pôle. Le pôle d'attraction constitue ainsi un point de convergence des déplacements domicile-travail,. Son code INSEE est 9D7.

## Géographie
L'aire d'attraction de Salazie est une aire intra-départementale qui comporte 1 commune dans La Réunion. 

### Carte

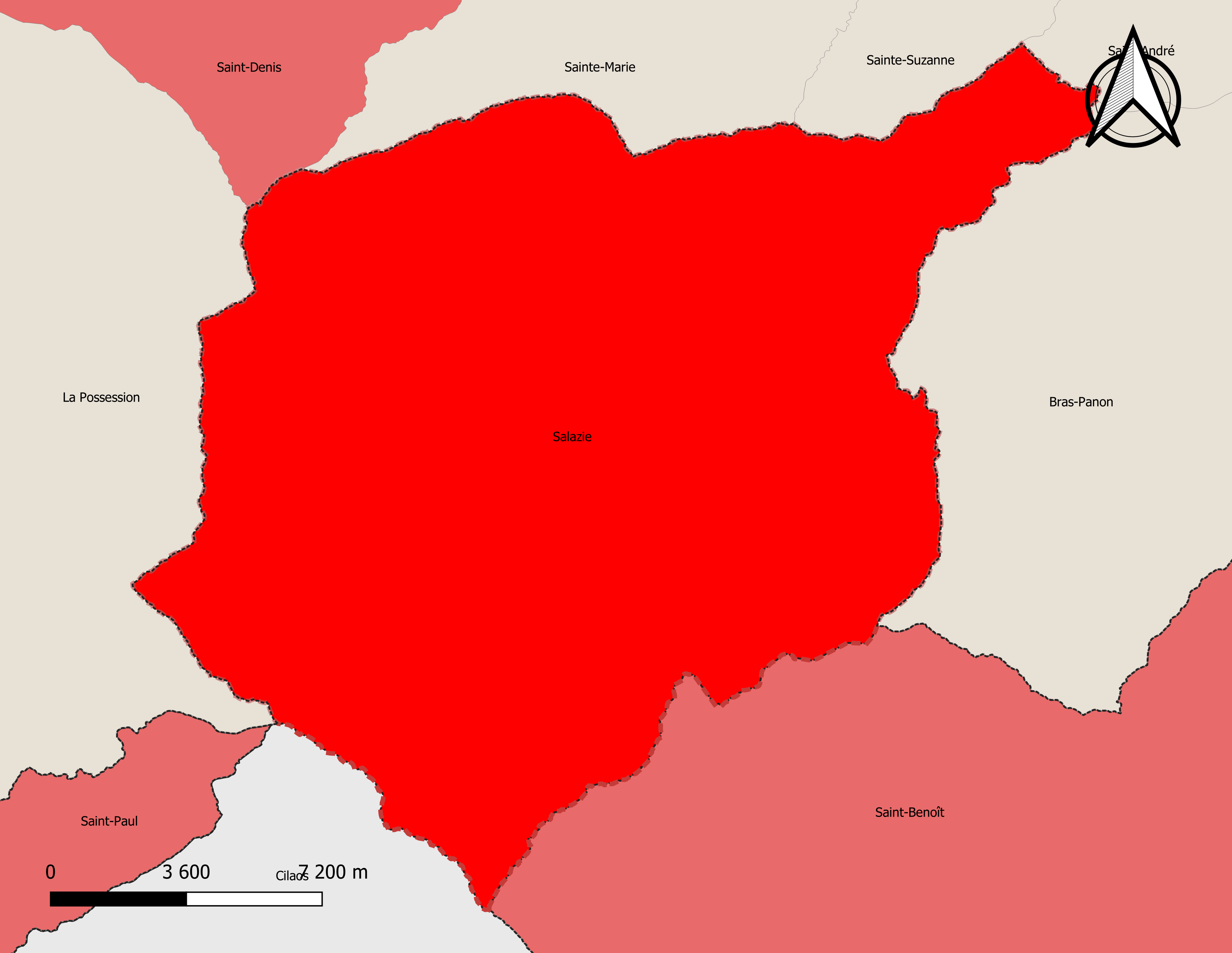
Carte de l'aire d'attraction de Salazie.
Commune-centre

### Composition communale
| Nom     | Code Insee | Département | Statut         | Superficie (km2) | Population (dernière pop. légale) | Densité (hab./km2) | Modifier                                    |
| ------- | ---------- | ----------- | -------------- | ---------------- | --------------------------------- | ------------------ | ------------------------------------------- |
| Salazie | 97421      | La Réunion  | commune-centre | 103,82           | 7 333 (2022)                      | 71                 | modifier les données · modifier les données |

## Démographie
Elle est catégorisée dans les aires de moins de 50 000 habitants, une catégorie qui regroupe 12,2 % au niveau national.